# Trop tôt pour mourir
Albums de Dosseh
Vidalo$$a
(2018)
Trop tôt pour mourir est le troisième album de Dosseh sorti le 30 septembre 2022.

## Liste des pistes
| No  | Titre                                                 | Compositeur(s)                                 | Durée |
| --- | ----------------------------------------------------- | ---------------------------------------------- | ----- |
| 1.  | Dina Sanichar                                         | Twenty9, Chapo, Ken & Ryu, Focus Beatz         | 3:03  |
| 2.  | RS-28                                                 | Iksma, DST The Danger                          | 2:44  |
| 3.  | Mode S                                                | Twenty9, Chapo, Ken & Ryu, HoloMobb, Boumidjal | 2:30  |
| 4.  | Djamel                                                | Twenty9, Chapo, Ken & Ryu, Focus Beatz         | 4:15  |
| 5.  | Plus belle la vie, plus belle la mort (feat. Tiakola) | HoloMobb, Boumidjal                            | 3:10  |
| 6.  | Smooth Criminel (feat. Zed)                           | HoloMobb, Boumidjal                            | 3:35  |
| 7.  | Caïman & Astrakan                                     | Rilcy, L$30, Pbl                               | 4:01  |
| 8.  | Fleur d'automne                                       | HoloMobb, Boumidjal                            | 4:15  |
| 9.  | Je te pardonne                                        | BBP                                            | 3:49  |
| 10. | La vie de César (feat. Werenoi)                       | BBP                                            | 4:12  |
| 11. | Rien n'a changé                                       | Josh                                           | 2:38  |
| 12. | Destinée                                              | Josh                                           | 2:30  |
| 13. | N'écoute pas tes copines (feat. Leto)                 | HoloMobb, Boumidjal                            | 3:09  |
| 14. | Amsterdam (feat. Lacrim)                              | HoloMobb, Boumidjal                            | 2:56  |
| 15. | Demain j'arrête (feat. Dinos)                         | DST The Danger, Wladimir Pariente              | 2:12  |
| 16. | Sky Dweller                                           | Twenty9, Chapo, Ken & Ryu, Focus Beatz         | 3:14  |
| 17. | Branché (feat. Momsii)                                | BBP                                            | 4:58  |
| 18. | L'algorithme de Dieu                                  | Twenty9, Chapo, Ken & Ryu, Focus Beatz         | 2:46  |
| 19. | Trop tôt pour mourir                                  | Tarik Azzouz, Mighty Max                       | 2:30  |

| 20. | Macabre (feat. Josman)      | Augustin Charnet, Focus Beatz | 3:28 |
| 21. | French Riviera (feat. Tayc) | Augustin Charnet, Focus Beatz | 3:21 |
| 22. | Fenikkusu                   | Focus Beatz                   | 3:01 |

## Clips vidéos
- RS-28 : 19 juillet 2022
- Amsterdam (feat. Lacrim) : 4 août 2022
- Branché (feat .Momsii) : 29 septembre 2022
- Mode S : 7 octobre 2022
- Macabre (feat. Josman) : 21 juin 2023